# Fernando Montiel
Fernando Montiel (ur. 1 marca 1979 w Los Mochis) – meksykański bokser, były zawodowy mistrz świata w kategorii koguciej (do 118 funtów) organizacji WBO i WBC, były mistrz świata  w kategorii junior koguciej (do 115 funtów) i muszej (do 112 funtów) organizacji WBO.
Karierę bokserską rozpoczął w 1996. W kwietniu 2000 pokonał byłego mistrza świata organizacji WBO w kategorii koguciej, Cruza Carbajala. Osiem miesięcy później zdobył pas mistrzowski WBO w kategorii muszej, pokonując przez techniczny nokaut w siódmej rundzie Isidro Garcię.
Tytuł obronił trzy razy, a następnie zrzekł się go, aby móc walczyć o mistrzostwo świata WBO w kategorii junior koguciej. Wygrał pojedynek z Pedro Alcazarem, nokautując go w szóstej rundzie (Alcazar doznał urazu głowy i zmarł dwa dni po tym pojedynku).
W sierpniu 2003, w walce z Markiem Johnsonem doznał swojej pierwszej porażki w karierze (przegrał na punkty decyzją większości, w piątej rundzie był liczony).
Dwa lata później odzyskał tytuł, nokautując w siódmej rundzie Ivana Hernandeza. W 2005 jeszcze dwukrotnie bronił swojego pasa mistrzowskiego. W swoim jedynym pojedynku w 2006 przegrał niejednogłośną decyzją na punkty z Jhonnym Gonzálezem. Stawką tej walki był tytuł mistrza świata organizacji WBO.
W lutym 2007 powrócił do kategorii junior koguciej i pokonał Meksykanina Z Gorresa, zdobywając tytuł mistrza świata WBO. Pięć miesięcy później pokonał przez techniczny nokaut w dziesiątej rundzie Meksykanina Cecilio Santosa.
4 października 2007, w swojej drugiej obronie, pokonał przez techniczny nokaut w dwunastej, ostatniej rundzie Luisa Melendeza. 16 lutego 2008 znokautował w czwartej rundzie byłego mistrza świata WBA, Martina Castillo. Trzy miesiące później pokonał rodaka Luisa Maldonado, kończąc pojedynek już w trzeciej rundzie. 2 listopada 2008 stoczył nietytułową walkę w kategorii koguciej – wygrał na punkty z Juanem Alberto Rosasem.
W 2009 Montiel zrezygnował z tytułu mistrzowskiego i zmienił kategorię wagową na wyższą. 28 marca 2009 zdobył tytuł tymczasowego mistrza świata federacji WBO w kategorii koguciej, nokautując w trzeciej rundzie Diego Oscara Silvę. Pod koniec kwietnia został pełnoprawnym mistrzem WBO po tym, jak tytuł został odebrany Gerremu Peñalosie.
12 września 2009 zmierzył się z Alejandro Valdezem. Nie był to pojedynek mistrzowski. Obaj bokserzy leżeli na deskach – Valdez w rundzie pierwszej, a Montiel w drugiej. W przerwie między trzecią i czwartą rundą walka została przerwana z uwagi na duże rozcięcie skóry na głowie Montiela. Walka zakończyła się ogłoszeniem technicznego remisu. 13 lutego 2010, w pierwszej obronie tytułu, już w pierwszej rundzie znokautował Ciso Moralesa. Dwa i pół miesiąca później w walce unifikacyjnej niespodziewanie pokonał przez techniczny nokaut w czwartej rundzie Hozumi Hasegawę i odebrał mu pas mistrzowski federacji WBC. Po walce okazało się, że Montiel już w pierwszej rundzie złamał rywalowi szczękę. Do kolejnego pojedynku doszło 17 lipca 2010 a przeciwnikiem  Montiela był Rafael Concepcion. Montiel bardzo szybko rozprawił się z rywalem nokautując go już w trzeciej rundzie. Kolejnym rywalem Fernando Montiela był Jovanny Soto a stawką nie były pasy należące do Meksykanina. Walka odbyła się 10 grudnia 2010. Montiel wprost zdemolował Soto wykrywając przez KO w drugiej rundzie, dodatkowo Soto trzykrotnie leżał na deskach, raz w pierwszej rundzie i dwa razy w drugiej. Montiel po pojedynku wypowiedział się na temat następnego przeciwnika " jestem gotów na Donaire 19 lutego pokażę że jestem lepszy od niego". Do pojedynku pomiędzy Fernando Montielem a Nonito Donaire doszło 19 lutego 2011 w Las Vegas. Montiel przegrał ten pojedynek przez TKO w drugiej rundzie odnosząc trzecią porażkę w karierze oraz pierwszą przed czasem, równocześnie tracąc pasy mistrzowskie WBC oraz WBO. Po dotkliwej porażce z rąk Nonito Donaire powrócił na ring 25 czerwca pokonując przez poddanie Nehomara Cermeno. 20 sierpnia 2011 w swoim kolejnym pojedynku który odbył się na gali w Meksyku znokautował już w trzeciej rundzie Alvaro Pereza.